# Bryan Mantia
Bryan "Brain" Kei Mantia (ur. 4 lutego 1963 w Cupertino w Kalifornii) – amerykański perkusista. Mantia współpracował m.in. z: Giant Robot, Praxis, Primus, Buckethead, Guns N’ Roses, Godflesh, Pieces, El Stew, Tom Waits, No Forcefield  i  Colonel Claypool’s Bucket of Bernie Brains.

## Instrumentarium
| Talerze Zildjian - 14" A Mastersound Hi-Hats - 19" A Medium Thin Crash (2) - 20" K Crash/Ride - 20" A Deep Ride - 20" A Medium Thin Crash - 22" Oriental China "Trash" Elektronika - Akai MPC 60 II, 3000 LE, 4000 - Technics SL-1210MKZ Turntables with a M44Gs stylus - Vestax PMCO5PRO DJMixer | Bębny DW Collector’s Series - 18x24 Bass Drum - 8x12, 9x13 Toms - 16x16, 16x18 Floor Toms w/ Legs - 6x14 Edge Snare Osprzęt DW - 9000 Single Bass Drum Pedal - 9500 Hi-Hat - 9300 Snare Stand - 9700 Straight/Boom Cymbal Stand (x6) - 9900 Double Tom Stand (x2) - 9100 Throne |

## Wideografia
- Bryan Mantia - Brain’s Lessons: Shredding Repis On the Gnar Gnar Rad (2002, DVD)
- Bryan Mantia - Brain’s Worst Drum Instructional DVD Ever (2008, DVD)[4]

## Filmografia
- We Sold Our Souls for Rock 'n Roll (2001, film dokumentalny, reżyseria: Penelope Spheeris)[5]